# Elaphria ligata
Elaphria ligata är en fjärilsart som beskrevs av Heinrich Benno Möschler 1890. Elaphria ligata ingår i släktet Elaphria och familjen nattflyn. Inga underarter finns listade i Catalogue of Life.